# Râul Putna Noroioasă
Râul Putna Noroioasă este unul din brațele care formează râul Putna, prin unirea cu Putna Întunecoasă în dreptul localității Hagota, Județul Harghita. 

## Hărți
- Harta județului Harghita
- Harta munții Giurgeu  Arhivat în 27 septembrie 2007, la Wayback Machine.